# Егоров, Илья Егорович
Илья Егорович Егоров (1924—1945) — Гвардии младший лейтенант Рабоче-крестьянской Красной Армии, участник Великой Отечественной войны, Герой Советского Союза (1943).

## Биография
Илья Егоров родился в 1924 году в селе Филипповка в семье служащего. В 1937 году семья переехала в село Мордовские Липяги (ныне — Волжский район Самарской области). Учился в Куйбышевском железнодорожном техникуме. В августе 1942 года Егоров был призван на службу в Рабоче-крестьянскую Красную Армию. В 1943 году он окончил Куйбышевском военное пехотное училище, после чего был направлен на фронт Великой Отечественной войны, командовал взводом 25-го гвардейского стрелкового полка (6-й гвардейской стрелковой дивизии, 17-го гвардейского стрелкового корпуса, 13-й армии, Центрального фронта). Отличился во время битвы за Днепр.
Взвод Егорова одним из первых в полку переправился через Днепр, захватил плацдарм на его западном берегу и впоследствии активно участвовал в боях за расширение плацдарма. 29 сентября 1943 года взвод Егорова одним из первых переправился через Припять и захватил плацдарм на её западном берегу, удержав его до подхода подкреплений. Когда из строя выбыл командир роты, Егоров заменил его собой. Под его руководством рота блокировала немецкие гарнизоны в сёлах Опачичи и Плютовище Чернобыльского района Киевской области Украинской ССР.
Указом Президиума Верховного Совета СССР от 16 октября 1943 года за «образцовое выполнение боевых заданий командования на фронте борьбы с немецкими захватчиками и проявленные при этом мужество и героизм» младший лейтенант Илья Егоров был удостоен высокого звания Героя Советского Союза с вручением ордена Ленина и медали «Золотая Звезда» за номером 2825.
В одном из последующих боёв получил ранения, от которых скончался 3 марта 1945 года. Похоронен на Кутузовском мемориале в городе Болеславце.
Был также награждён орденом Отечественной войны 1-й степени.

## Память
В честь Егорова названа улица в его родном селе, а также в городе Новокуйбышевск Самарской области.